# Стефен Нотебом
Стефен Нотебом (нід. Stephen Noteboom; нар. 31 липня 1969) — колишній нідерландський тенісист.
Найвищу одиночну позицію світового рейтингу — 333 місце досяг 1 листопада 1993, парну — 52 місце — 31 березня 1997 року.
Здобув 2 парні титули.
Найвищим досягненням на турнірах Великого шолома було 3 коло в парному розряді.

## Фінали за кар'єру

### Парний розряд (2 перемоги)
| Легенда                     |
| Турніри Великого шолома (0) |
| Tennis Masters Cup (0)      |
| Серія Мастерс ATP (0)       |
| Серія турнірів ATP (0)      |
| Тур ATP (2)                 |

| Результат | W/L | Дата     | Турнір                                         | Покриття | Партнер       | Суперники                   | Рахунок       |
| --------- | --- | -------- | ---------------------------------------------- | -------- | ------------- | --------------------------- | ------------- |
| Перемога  | 1–0 | Чер 1994 | Rosmalen Grass Court Championships, Нідерланди | Трава    | Фернон Віб'єр | Дієго Наргісо Петер Нюборґ  | 6–3, 1–6, 7–6 |
| Перемога  | 2–0 | Тра 1996 | Мюнхен, Німеччина                              | Ґрунт    | Лен Бейл      | Олів'є Делетр Дієго Наргісо | 4–6, 7–6, 6–4 |